# Gran Premio di superbike di Oran Park 1989
Il Gran Premio di Superbike di Oran Park 1989, decima e penultima prova del campionato mondiale Superbike 1989, è stato disputato il 12 novembre sul circuito dell'Oran Park e ha visto la vittoria di Peter Goddard in gara 1 davanti a Robert Phillis e Fabrizio Pirovano, mentre la gara 2 è stata vinta da Michael Dowson che ha preceduto Raymond Roche e Phillis.
Si tratterà dell'ultima volta che la prova australiana verrà disputata su questo circuito, dall'anno successivo si disputerà sul circuito di Phillip Island.

## Risultati

### Gara 1

#### Arrivati al traguardo[3]
| Pos. | Nº | Pilota            | Motocicletta | Tempo     | Griglia | Punti |
| ---- | -- | ----------------- | ------------ | --------- | ------- | ----- |
| 1º   | 14 | Peter Goddard     | Yamaha       | 52:55.553 |         | 20    |
| 2º   | 7  | Robert Phillis    | Kawasaki     | +0:56.255 |         | 17    |
| 3º   | 2  | Fabrizio Pirovano | Yamaha       | +1:09.984 |         | 15    |
| 4º   | 27 | Raymond Roche     | Ducati       | +1:16.744 |         | 13    |
| 5º   | 6  | Aaron Slight      | Kawasaki     | +1 giro   |         | 11    |
| 6º   | 24 | Anders Andersson  | Yamaha       | +1 giro   |         | 10    |
| 7º   | 23 | Michael Dowson    | Yamaha       | +1 giro   |         | 9     |
| 8º   | 4  | Stéphane Mertens  | Honda        | +1 giro   |         | 8     |
| 9º   | 22 | Renè Bongers      | Yamaha       | +1 giro   |         | 7     |
| 10º  | 54 | Scott Doohan      | Honda        | +1 giro   |         | 6     |
| 11º  | 1  | Fred Merkel       | Honda        | +1 giro   |         | 5     |
| 12º  | 19 | Jari Suhonen      | Yamaha       | +1 giro   |         | 4     |
| 13º  | 69 | John Richards     | Yamaha       | +1 giro   |         | 3     |
| 14º  | 44 | Takahiro Sohwa    | Kawasaki     | +1 giro   |         | 2     |
| 15º  | 97 | Steve Martin      | Suzuki       | +1 giro   |         | 1     |
| 16º  | 49 | Matthew Blair     | Suzuki       | +2 giri   |         |       |
| 17º  | 45 | Peter Salmon      | Honda        | +2 giri   |         |       |
| 18º  | 9  | Malcolm Campbell  | Honda        | +2 giri   |         |       |
| 19º  | 35 | Andrew Roberts    | Yamaha       | +2 giri   |         |       |
| 20º  | 40 | Robert Scolyer    | Honda        | +2 giri   |         |       |
| 21º  | 41 | Scott Mitchell    | Yamaha       | +2 giri   |         |       |
| 22º  | 42 | Chris K. Oldfield | Ducati       | +3 giri   |         |       |
| 23º  | 16 | Roger Heyes       | Yamaha       | +3 giri   |         |       |
| 24º  | 71 | Russell Davis     | Kawasaki     | +5 giri   |         |       |
| 25º  | 43 | David Ross        | Suzuki       | +6 giri   |         |       |
| 26º  | 29 | Daniele Vanolini  | Honda        | +6 giri   |         |       |
| 27º  | 8  | Gary Goodfellow   | Suzuki       | +7 giri   |         |       |

#### Ritirati
| Nº | Pilota          | Motocicletta | Giri     | Griglia |
| -- | --------------- | ------------ | -------- | ------- |
| 20 | Andy Mcgladdery | Honda        | +7 giri  |         |
| 37 | Graeme Morris   | Ducati       | +20 giri |         |
| 26 | Daryl Beattie   | Honda        | +24 giri |         |
| 38 | Roy Leslie      | Yamaha       | +26 giri |         |
| 5  | Chris Oldfield  | Bimota       | +27 giri |         |
| 31 | Peter Guest     | Suzuki       | +28 giri |         |
| 25 | Robert Holden   | Ducati       | +31 giri |         |
| 10 | Terry Rymer     | Yamaha       | +33 giri |         |

### Gara 2

#### Arrivati al traguardo[4]
| Pos. | Nº | Pilota            | Motocicletta | Tempo     | Griglia | Punti |
| ---- | -- | ----------------- | ------------ | --------- | ------- | ----- |
| 1º   | 23 | Michael Dowson    | Yamaha       | 48:05.321 |         | 20    |
| 2º   | 27 | Raymond Roche     | Ducati       | +0:03.254 |         | 17    |
| 3º   | 7  | Robert Phillis    | Kawasaki     | +0:23.285 |         | 15    |
| 4º   | 4  | Stéphane Mertens  | Honda        | +0:30.832 |         | 13    |
| 5º   | 1  | Fred Merkel       | Honda        | +0:31.094 |         | 11    |
| 6º   | 6  | Aaron Slight      | Kawasaki     | +0:33.054 |         | 10    |
| 7º   | 44 | Takahiro Sohwa    | Kawasaki     | +0:43.098 |         | 9     |
| 8º   | 22 | René Bongers      | Yamaha       | +1:02.428 |         | 8     |
| 9º   | 49 | Matthew Blair     | Suzuki       | +1:05.078 |         | 7     |
| 10º  | 37 | Graeme Morris     | Ducati       | +1:06.653 |         | 6     |
| 11º  | 40 | Robert Scolyer    | Honda        | +1:06.923 |         | 5     |
| 12º  | 12 | Steve Crevier     | Yamaha       | +1:08.986 |         | 4     |
| 13º  | 35 | Andrew Roberts    | Yamaha       | +1 giro   |         | 3     |
| 14º  | 20 | Andy Mcgladdery   | Honda        | +1 giro   |         | 2     |
| 15º  | 69 | John Richards     | Yamaha       | +1 giro   |         | 1     |
| 16º  | 16 | Roger Heyes       | Yamaha       | +1 giro   |         |       |
| 17º  | 26 | Daryl Beattie     | Honda        | +1 giro   |         |       |
| 18º  | 41 | Scott Mitchell    | Yamaha       | +2 giri   |         |       |
| 19º  | 29 | Daniele Vanolini  | Honda        | +2 giri   |         |       |
| 20º  | 42 | Chris K. Oldfield | Ducati       | +3 giri   |         |       |
| 21º  | 43 | David Ross        | Suzuki       | +3 giri   |         |       |

#### Ritirati
| Nº | Pilota            | Motocicletta | Giri     | Griglia |
| -- | ----------------- | ------------ | -------- | ------- |
| 8  | Gary Goodfellow   | Suzuki       | +4 giri  |         |
| 97 | Steve Martin      | Suzuki       | +8 giri  |         |
| 10 | Terry Rymer       | Yamaha       | +11 giri |         |
| 2  | Fabrizio Pirovano | Yamaha       | +15 giri |         |
| 9  | Malcolm Campbell  | Honda        | +15 giri |         |
| 54 | Scott Doohan      | Honda        | +22 giri |         |
| 31 | Peter Guest       | Suzuki       | +23 giri |         |
| 14 | Peter Goddard     | Yamaha       | +26 giri |         |
| 71 | Russell Davis     | Kawasaki     | +26 giri |         |
| 24 | Anders Andersson  | Yamaha       | +29 giri |         |
| 5  | Chris Oldfield    | Bimota       | +29 giri |         |
| 45 | Peter Salmon      | Honda        | +31 giri |         |
| 38 | Roy Leslie        | Yamaha       | +31 giri |         |
| 19 | Jari Suhonen      | Yamaha       | +36 giri |         |